# Arola Editors
Arola Editors és una editorial amb seu a Tarragona fundada l'any 1998. A banda de les diferents col·leccions que tenen, el 2009 han engegat l'edició de la revista d'arts escèniques Hamlet. L'any 2019 van rebre el Premi Gonzalo Pérez de Olaguer, que concedeixen els Premis de la Crítica de les Arts Escèniques.

## Col·leccions
- La gent del Llamp, tots els gèneres
- Biblioteca Catalana, de clàssics catalans
- La Miloca, de narrativa contemporània
- Opera Prima, d'autors novells
- Dàctil, de poesia contemporània
- La imatge que parla, de poesia i fotografia
- Textos a part, de teatre contemporani